# Łęgno (województwo warmińsko-mazurskie)
Łęgno (niem. Lingenau) – wieś w Polsce położona w województwie warmińsko-mazurskim, w powiecie olsztyńskim, w gminie Dobre Miasto.
W latach 1975–1998 miejscowość administracyjnie należała do województwa olsztyńskiego. Wieś znajduje się w historycznym regionie Warmia.
We wsi znajduje się osuszone ponad 100 lat temu Jezioro Łęgnowskie. W ostatnich latach, wcześniej osuszone tereny, przekształcają się ponownie w duże rozlewisko, na którym pojawiają się ptaki wodno-błotne, w tym siedlisko lęgowe łabędzi. Na środku znajduje się kilka starych, dużych okazów dębów.
Obecnie wieś liczy 400 mieszkańców.

## Architektura i zabytki
W architekturze wiejskiej przeważają proste domy jednokondygnacyjne z użytkowym poddaszem, wybudowane na planie prostokąta. Mury są z czerwonej cegły (większości otynkowane), posadowione na kamiennych fundamentach (tzw. "mur pruski"). Konstrukcja dachu wszystkich domów jest drewniana i pokrywa je dachówka ceramiczna. Zazwyczaj poddasze jest użytkowe i zaadaptowane na cele mieszkaniowe. Główne wejście usytuowane jest od strony frontowej, a od podwórka najczęściej występują dwa, gdyż często mieszkania przeznaczone dla dwóch rodzin.
Budynki gospodarcze takie jak (chlew czy stodoła) zbudowane są również z czerwonej cegły. Większość budynków postawiona jest na betonowych lub kamiennych fundamentach. Dachy pokryte są typową czerwoną dachówką ceramiczną.
Pozostałe obiekty architektoniczne występujące w Łęgnie to: kaplica, kapliczka, krzyż przydrożny, mogiły, budynek dawnej szkoły.
- Krzyż upamiętniający poległych synów Alberta Hoeniga (Alfonsa, Adalberta i Nikolausa) i jego żony Anny Marii Kluth.
- Wmurowana tablica pamiątkowa (z 2000 r.) z okazji 96 rocznicy śmierci Augusta Hoeniga i wybudowania już 100-letniej dziś kaplicy.
- Kaplica filialna z 1850 r., uszkodzona podczas II wojny światowej, odbudowana i poświęcona w 1961 r., murowana, otynkowana na planie prostokąta z wieżyczką. Wewnątrz znajduje się ołtarz barokowy z XVIII w. z obrazami Matki Boskiej Różańcowej (ze św. Dominikiem) i Serca Jezusowego oraz tablica pamiątkowa wmurowana z okazji osuszenia jeziora.
- Kapliczka murowana z czerwonej cegły z 1911 r. z drewnianym krzyżem w środku.
- Szkoła, wybudowana prawdopodobnie w 1850 r., obecnie po remoncie przeznaczona na mieszkania.

## Historia
Wieś została założona przez wójta Henryka Lutra w latach 1333-1342, lokowana na prawie chełmińskim 13 października 1359 r. przez biskupa Jan Stryprocka. Biskup zapisał wsi tereny bagienne nad jeziorem Sawangen, a sołtysowi półwysep (nadania potwierdzone w 1429 r. przez biskupa Franciszka Kuhschmalza, w 1701 r. przez biskupa Andrzeja Chryzostoma Załuskiego). Wieś przeszła na własność kanoników dobromiejskich w dniu 9 sierpnia 1378 r. W XV i XVI w. wieś rozszerzyła swój areał, w 1656 r. były tu 42 łany, w 1695 r. we wsi było 146 mieszkańców (25 rodzin), w tym dwóch sołtysów, 11 chłopów, 4 wdowy, 6 komorników, szewc, pasterz.
W XIX majątek Hoening-Kluth w Łęgnie liczył 360 mórg. Właściciel chcąc zwiększyć areał ziemi postanowił wraz z grupą chłopów (Franz Klafki, Otto Kunigk, Kari Block, rodzina Grunenberg) osuszyć jezioro Łęgnowskie. Plan osuszenia opracował inżynier Neef z Królewca a jego realizacje rozpoczęto w latach 1870-1871.
W 1900 r. August Hoening w hołdzie dziękczynnym zbudował kaplicę, a 14 lipca każdego roku był dniem obchodów rocznicy jej wybudowania. Zabudowania rodziny Hoening zostały przeniesione na wzgórze, w pobliżu byłego jeziora. W dniu 20 lipca 1943 r. w kaplicy odprawiono ślub Gertrudy Hoening z Hansem Wobbe, a także regularnie odprawiano msze i nabożeństwa (majowe, Anioł Pański). W kaplicy brały początek pielgrzymki do Głotowa. Do 1944 r. na lipcową rocznicę tego przedsięwzięcia zjeżdżała się cała jego rodzina i krewni. Zwyczaj ten przetrwał również do roku 1969.
Do 1939 r. liczba ludności wzrastała, a na początku XXI w wieś liczyła 170 mieszkańców. Po II wojnie światowej przesiedlono tu ludność ze wschodnich terenów dawnej Rzeczypospolitej oraz z centralnej Polski. W 1949 powstał PGR. W 1989 r. zlikwidowano szkołę, jako ostatni obiekt o znaczeniu kulturalno-oświatowym. Funkcjonuje również świetlica wiejska, przeznaczona na imprezy kulturalno-rozrywkowe (użytkowana w czasie zebrań mieszkańców i wyborów).